# Lothar Anselm von Gebsattel

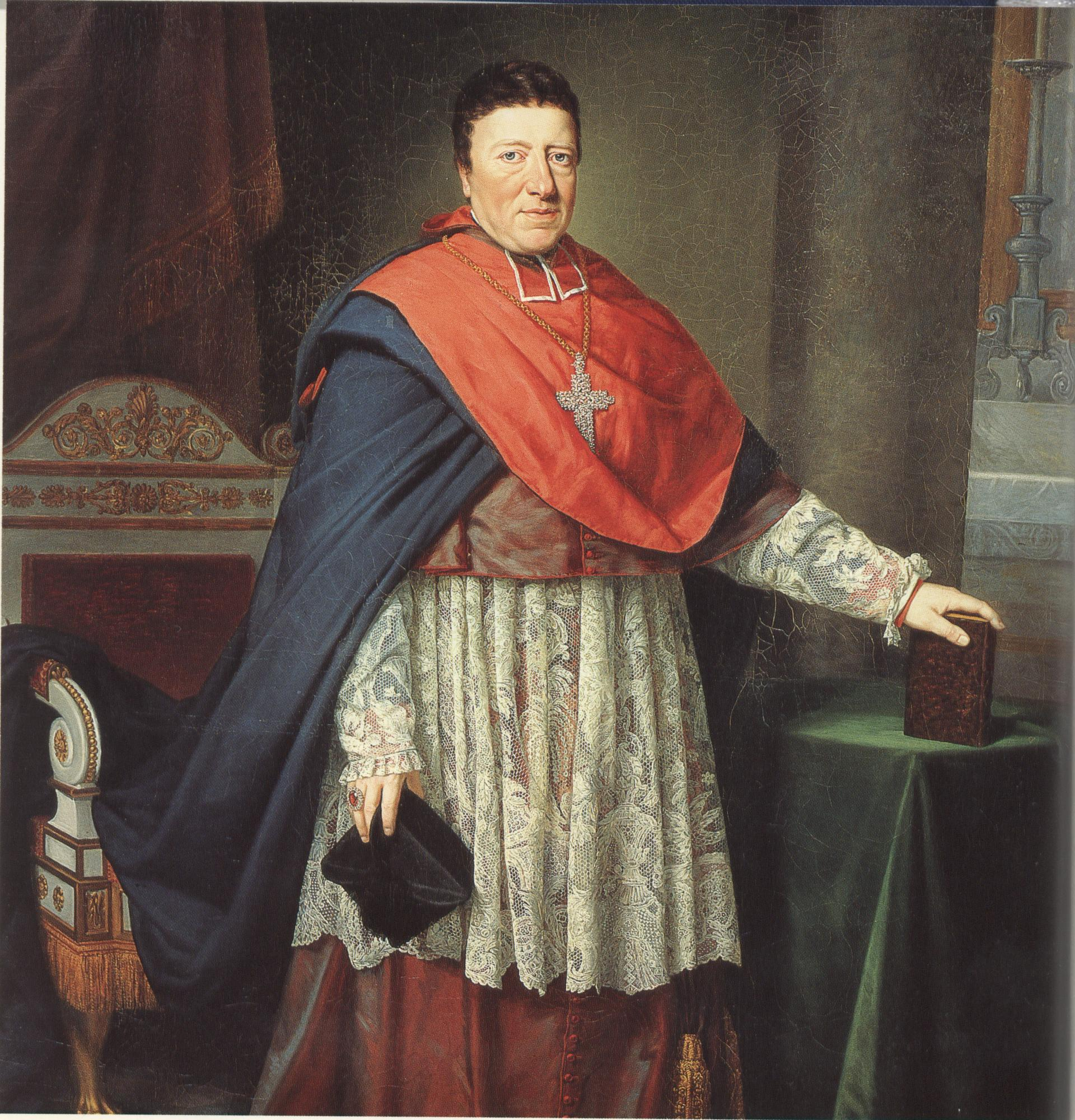
Erzbischof Lothar Anselm Freiherr von Gebsattel, Porträt von Moritz Kellerhoven

Lothar Karl Anselm Joseph Freiherr von Gebsattel (* 20. Januar 1761 in Würzburg; † 1. Oktober 1846 in Mühldorf am Inn) war Würzburger Domdechant, großherzoglicher Staatsrat und von 1821 bis 1846 erster Erzbischof von München und Freising.

## Leben und Wirken
Lothar Karl Anselm Joseph, so seine Taufnamen, entstammte dem Geschlecht von Gebsattel einer der ältesten und vornehmsten Adelsfamilien im Fränkischen Reichskreis. Er war das fünfte von acht Kindern des Oberhofmarschalls und Ritterhauptmanns Franz Philipp Bonifatius Freiherr von Gebsattel und dessen erster Ehefrau Therese Maria Anna Franziska Gottlieba, geb. Freiin von Hettersdorf. Der Junge hatte sieben Voll- und sechs Halbgeschwister.
Im Alter von 12 Jahren erhielt er durch Resignation des Freiherrn von Mauchenheim eine Präbende am Domstift in Würzburg. Am 19. Dezember 1773 empfing er die Firmung und Tonsur. Theologie sowie Philosophie studierte er im adeligen Julianum und an der Universität seiner Vaterstadt. 1796 wählte man ihn zum Domdechant, woraufhin er am 22. November 1796 die Diakonatsweihe und 14 Tage später die Priesterweihe empfing.
Nach der Säkularisation, die das Hochstift Würzburg an Bayern brachte, zog er sich vorübergehend ins Privatleben zurück. 1806 berief ihn Großherzog Ferdinand von Toskana, dem der Friedensvertrag von Preßburg vom 26. Dezember 1805 das ehemalige Hochstift Würzburg zugesprochen hatte, in seine Dienste und überantwortete ihm die schwierigen Übergabe- und Abgrenzungsverhandlungen mit Bayern. Als großherzoglicher Staatsrat vertrat er in München die großherzoglichen Interessen. Nachdem Würzburg 1814 endgültig an Bayern überging, zog sich Gebsattel erneut ins Privatleben zurück und verwaltete zusammen mit seinen Brüdern die Familiengüter.
Am 16. Februar 1818 wurde von Gebsattel von König Max I. Joseph zum ersten Erzbischof des neu errichteten Erzbistums München und Freising nominiert. Papst Pius VII. stimmte mit dieser Wahl überein, bedingt durch Differenzen zwischen Bayern und der Kirche dauerte es aber noch über drei Jahre, bis schließlich am 13. September 1821 die amtliche Ernennung im Regierungsblatt erfolgte. Am 1. November 1821 nahm der Münchner Nuntius Francesco Serra di Cassano in der Münchner Michaelskirche die Weihe vor. Am Tag darauf nahm er Besitz von seiner neuen Kathedrale, der Frauenkirche, die zuvor Pfarrkirche gewesen war.

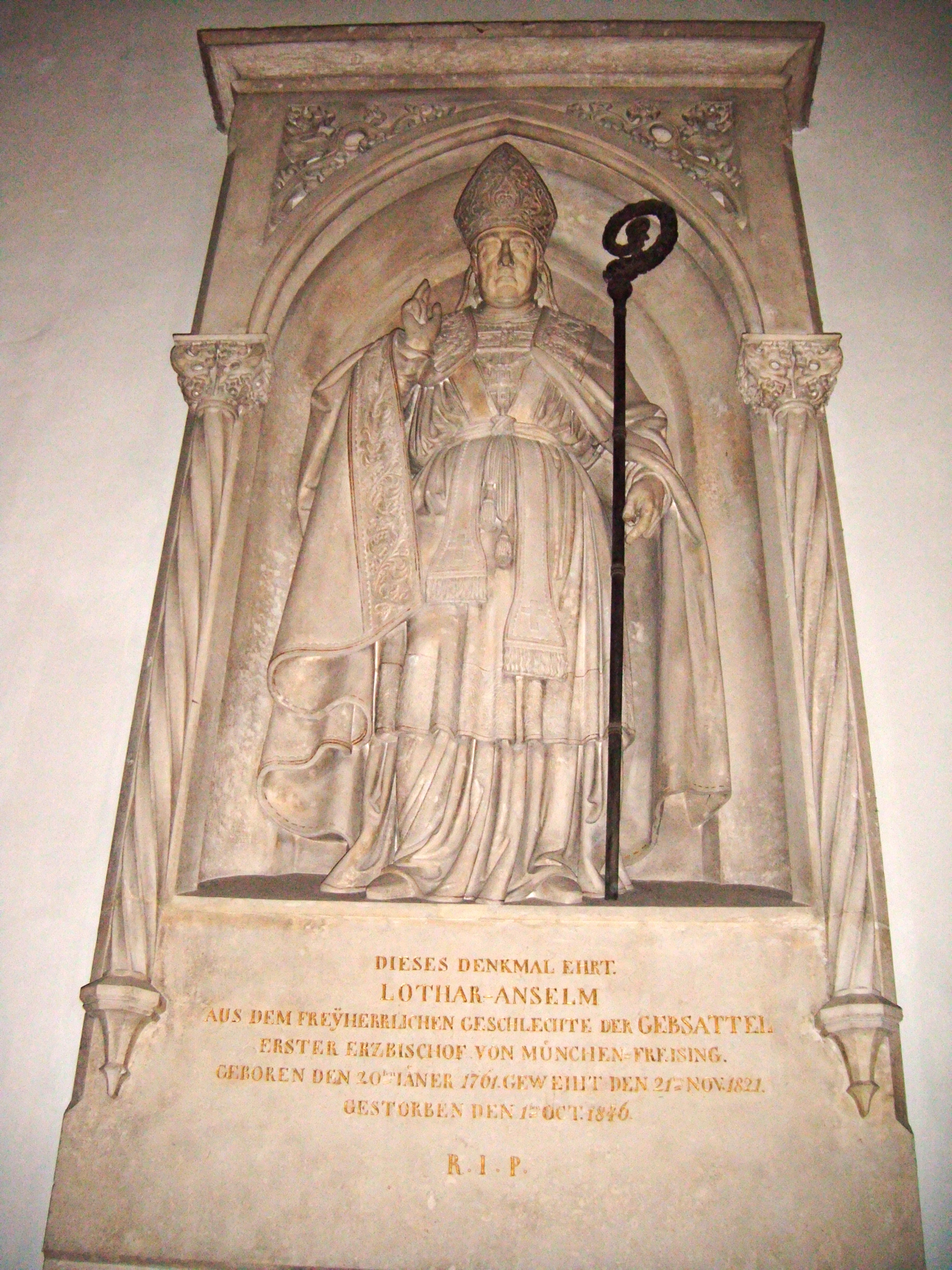
Epitaph von Ludwig Schwanthaler, in der Frauenkirche, München

Der Erzbischof hatte sich massiv in den Streit um die religiöse Erziehung der Kinder konfessionsverschiedener Ehen eingemischt. Diesbezüglich war seine Stellung eindeutig. Er machte keine Zugeständnisse. Der Oberhirte war der Ansicht, dass in Mischehen alle Kinder katholisch getauft und in der katholischen Religion erzogen werden müssen. 1841 war er verantwortlich für den Skandal um die Beerdigung der protestantischen Königin Karoline von Baden. 
In seiner Amtszeit trat er für die Milderung und teilweise Rücknahme der Schäden ein, die die Säkularisation der Kirche gebracht hatten. So konnten insbesondere unter Regentschaft Ludwigs I., der romantischen Idealen der Religion verhaftet war, viele Ordensgemeinschaften wieder in ihre vormaligen Klöster zurückkehren.
Auf einer Firmungsreise durch sein Bistum starb von Gebsattel am 1. Oktober 1846 im Alter von 85 Jahren, wurde einen Tag später nach München überführt und am 5. Oktober 1846 in der ehemaligen Kapitelgruft der Frauenkirche beigesetzt. In der Kirche erinnert außerdem ein Epitaph von Ludwig Schwanthaler in der Eingangshalle an den Erzbischof.
Entsprechend seinem großzügigen Vermächtnis sind trotz der Schwierigkeiten, die sich wegen der Anerkennung des Testaments ergaben, alle angeordneten Schenkungen und Stiftungen genauestens vollzogen worden.